# Doły (Silezië)
Doły is een dorp in de Poolse woiwodschap Silezië. De plaats maakt deel uit van de gemeente Boronów en telt 8 inwoners.